# آگام
آگام (انگلیسی: Agam) یک گروه راک پراگرسیو کارناتیک معاصر مستقر در بنگلور است. این گروه در سال ۲۰۰۳ تشکیل شد. ترکیب فعلی شامل هاریش سیواراماکریشنان (خواننده)، سوامی سیتارامان (کیبورد و ترانه‌سرا)، تی پراوین کومار (گیتار اصلی)، آدیتیا کاسیاپ (گیتار باس و بک آواز)، سیواکومار ناگاراجان (پرکوس قومی)، جگادیش ناتاراجان (ریتم گیتار) و یادوناندان (درامر) است.